# Kimmo Thomas
Kimmo Thomas, född 4 mars 1974 i Alphen aan den Rijn, är en nederländsk vattenpolospelare.
Thomas deltog i den olympiska vattenpoloturneringen vid olympiska sommarspelen 2000 i Sydney där Nederländerna slutade på elfte plats.